# 马克·范德·海

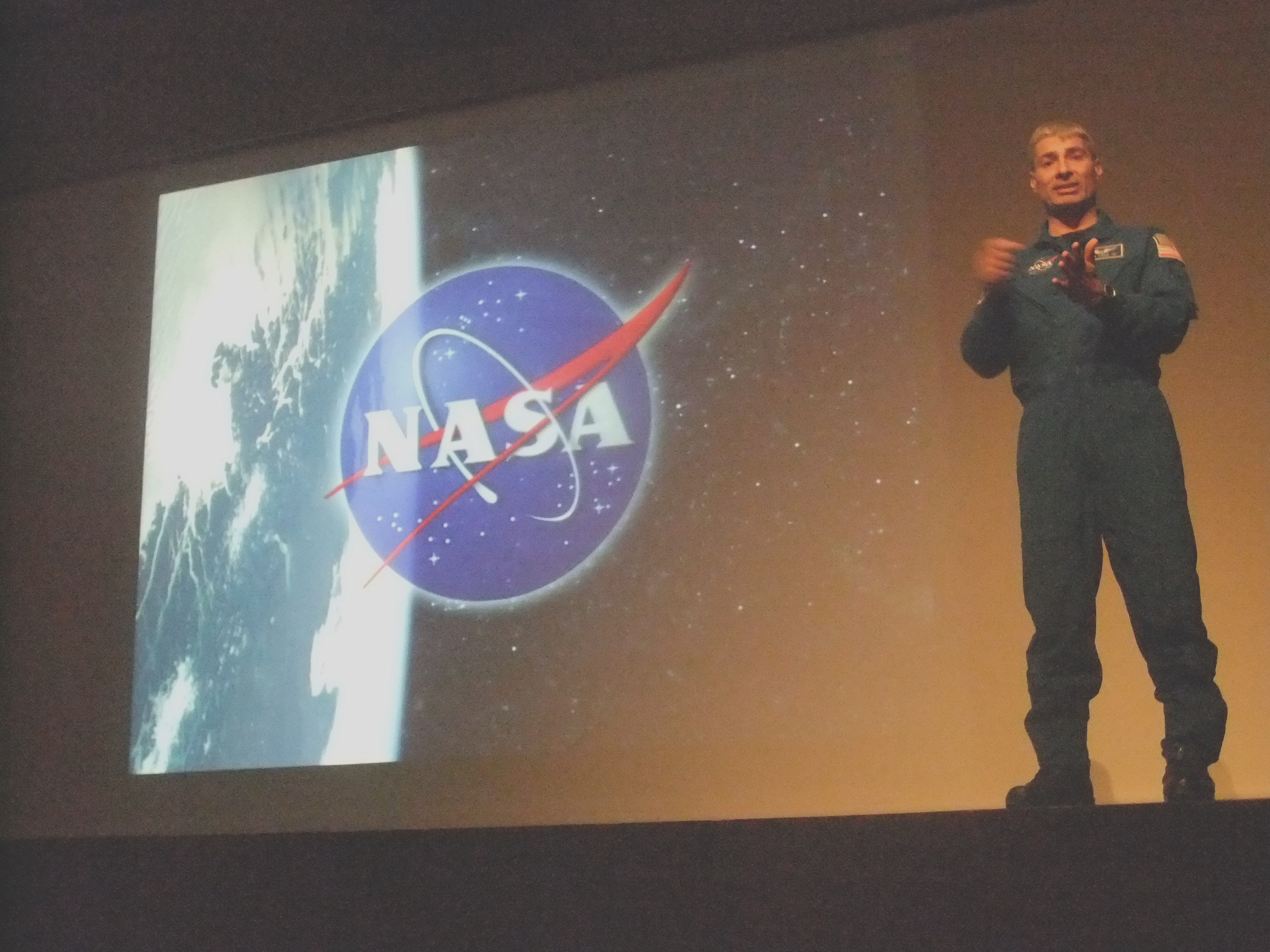
2012年的马克·范德·海

马克·托马斯·范德·海 （Mark Thomas Vande Hei，1966年11月10日—）是一名退役的美国陆军军官，目前是一位美国国家航空航天局宇航员 ，他曾担任過国际空间站远征53、遠征54、远征64、遠征65和遠征66的飞行工程师。 他曾在太空中停留355天。

## 早年生活和教育
马克·范德·海出生于弗吉尼亚州的福爾斯徹奇。他於1999年获得史丹佛大學应用物理学理學碩士学位。他和他的妻子育有两个孩子。